# Nothobranchius krysanovi
Nothobranchius krysanovi är en fiskart som beskrevs av Shidlovskiy, Watters och Wildekamp 2010. Nothobranchius krysanovi ingår i släktet Nothobranchius och familjen Nothobranchiidae. Inga underarter finns listade i Catalogue of Life.